# Кесс Елліот
Кесс Елліот (англ. Cass Elliot, справжнє ім'я Елен Наомі Коен, англ. Ellen Naomi Cohen; 19 вересня 1941, Балтимор — 29 липня 1974, Лондон) — американська співачка, композиторка і акторка, вокалістка американського гурту «The Mamas & the Papas».

## Біографія
Народилася в родині єврейських емігрантів з Російської імперії.

### The Mamas & the Papas
Кесс Елліот була солісткою відомого американського гурту The Mamas & the Papas. Після розпаду ансамблю The Mugwumps вона перейшла в новий колектив.
Елліот остаточно приєдналася до The Mamas & the Papas влітку 1965 року, коли решта музикантів вирушили на відпочинок на Віргінські острови. Після літньої відпустки в Каліфорнії гурт повернувся в Нью-Йорк. Саме там була написана знаменита пісня California Dreamin', що увійшла у список 500 найкращих пісень усіх часів за версією журналу Rolling Stone. Кесс Елліот була дуже сильною вокалісткою і зіграла важливу роль в успіхах гурту.
Кар'єра гурту супроводжувалася проблемами між учасниками. Це стосується закоханості Кесс Елліот в Денні Доерті. Одного разу Денні розповів їй про своє кохання до одруженої Мішель Філліпс. Кесс була дуже розлючена, але щоб втішити друга, вирішила зізнатися йому в коханні та навіть запропонувала себе в якості коханки, але Доерті відмовив їй. Суперечки і проблеми в гурті тривали в протягом кількох років, аж до 1968 року, коли гурт розпався за ініціативою Кесс. Причиною було її рішення зайнятися сольною кар'єрою.
У 1971 році всі оригінальні учасники гурту знову возз'єдналися, записавши останній альбом «People Like Us», який не повторив успіху перших альбомів. Гурт не міг довго існувати, оскільки всі учасники були зайняті власними сольними кар'єрами, і розпався остаточно в 1972 році.

### Сольна кар'єра
Останній сингл квартету й одночасно перший сингл Кесс Елліот слухачі оцінили гідно. Він посів № 12 у США та № 11 у Британії (при цьому тоді ж у британських чартах на 33-му місці перебувала ще одна версія «Dream a Little Dream of Me» у виконанні Аніти Гарріс). Пісня Dream a Little Dream of Me стала «візитною карткою» Кесс і прекрасним стартом для сольної кар'єри. Перший альбом співачки був також названий Dream a Little Dream of Me.

### Смерть
Влітку 1974 року співачка організувала концертне турне в Європі. У Лондоні вона провела два вдалих концерти з аншлагами і, не залишившись на фуршет, піднялася в свій номер. Вона зателефонувала своїй подрузі Мішель Філліпс і розповіла про свій черговий успіх. Весь вечір Кесс була спокійною, веселою і товариською, ніщо не віщувало біди. Вранці її знайшли мертвою в ліжку. Як виявилося, Елліот померла від раптової зупинки серця уві сні. Їй було всього 32 роки. У неї залишилася семирічна донька, яка перейшла на піклування її молодшої сестри.

## Особисте життя
- У 1963 році одружилася з музикантом Джеймсом Гендріксом (не плутати з легендарним гітаристом). Шлюб тривав неповних п'ять років.
  - У 1967 році народила дочку Оуен Ванессу Елліот.
- У 1971 році одружилася з журналістом Дональдом фон Віденманом.

## Дискографія (сольна)
- 1968 — Dream a Little Dream
- 1969 — Bubblegum, Lemonade, And… Something for Mama
- 1969 — Make Your Own Kind of Music
- 1971 — Mama's Big Ones
- 1971 — Dave Mason and Mama Cass
- 1972 — Cass Elliot
- 1972 — The Road Is No Place for a Lady
- 1973 — Don't Call Me Mama Anymore

## Факти
- Існує легенда, що Кесс Елліот потрапила в групу після того, як на неї впала важка металева труба. Вона отримала струс мозку, але від шоку у неї підвищився голос на цілих три тони[12].
- Кесс володіла неабияким IQ — понад 160.
- Через чотири роки після її смерті, у тій самій квартирі під номером 12 на вулиці Керзон 9 в Лондоні, також у віці 32 років помер Кіт Мун, барабанщик рок-гурту The Who[13].
- Неодноразово намагалася позбавитися від зайвої ваги, викликаної гормональними проблемами. У 1969 році у відчайдушній спробі скинути вагу перед своїм соло-дебютом у Лас-Вегасі зуміла за півроку схуднути з 300 фунтів (135 кг) до 140 (63 кг), але в подальшому більша частина втраченої ваги повернулася . При цьому вона серйозно підірвала своє здоров'я, що могло бути причиною її ранньої смерті у віці 32 років.